# 拉费里耶尔 (阿摩尔滨海省)
拉费里耶尔（法語：La Ferrière，法語發音：[la fɛʁjɛʁ] ⓘ）是法国阿摩尔滨海省的一个旧市镇，位于该省东南部，属于圣布里厄区。2016年，拉费里耶尔与市镇普莱梅合并为新市镇莱穆兰（Les Moulins）。2018年起，新市镇恢复“普莱梅”一名。

## 地理
拉费里耶尔（48°8'31"N, 2°36'24"W）面积15.64 平方千米，位于法国布列塔尼大區阿摩尔滨海省，该省份为法国西北部沿海省份，位于布列塔尼半岛北部，北濒大西洋英吉利海峡，西接菲尼斯泰尔省，南至莫尔比昂省，东临伊勒-维莱讷省。
与拉费里耶尔接壤的市镇（或旧市镇、城区）包括：拉谢兹、普莱梅、普吕米约、拉普雷内赛、圣巴尔纳贝。
拉费里耶尔的时区为UTC+01:00、UTC+02:00（夏令时）。

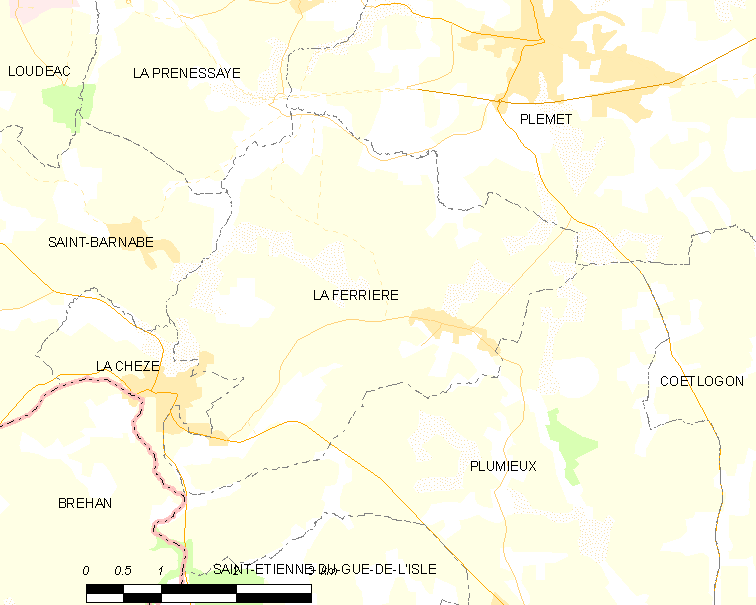
拉费里耶尔的OSM定位图

## 行政
拉费里耶尔的邮政编码为22210，INSEE市镇编码为22058。

## 政治
拉费里耶尔所属的省级选区为卢代阿克县。

## 人口

1962-2008年间拉费里耶尔人口变化图示

拉费里耶尔于2018年1月1日时的人口数量为453人。